# All Out (2020)
All Out (2020)  foi um evento de luta livre profissional em formato pay-per-view (PPV) produzido pela All Elite Wrestling. Aconteceu em 5 de setembro de 2020 no Daily's Place, em Jacksonville, Flórida . Foi o segundo evento da cronologia All Out.
O evento foi originalmente programado para acontecer no Sears Center, em Hoffman Estates, Illinois, onde a edição anterior do All Out foi realizada. O governador de Illinois, JB Pritzker, divulgou uma declaração de desastre, o estado equivalente a um estado de emergência, desde 9 de março, que proibiu grandes reuniões públicas devido à pandemia de COVID-19 que afetou o estado. Em vez disso, o evento foi movido para o Daily's Place, onde todos os eventos da AEW são realizados desde março.
Onze lutas foram disputadas no evento, incluindo duas no pré-show. No evento principal, Jon Moxley derrotou MJF para reter o AEW World Championship. Em outras lutas importantes, Orange Cassidy derrotou Chris Jericho em uma luta Mimosa Mayhem, FTR (Cash Wheeler e Dax Harwood) derrotaram Kenny Omega e Adam Page para vencerem o AEW World Tag Team Championship, e Hikaru Shida manteve o AEW Women's World Championship  em um luta interpromocional contra Thunder Rosa da National Wrestling Alliance (NWA).

## Produção

### Conceito
Em agosto de 2019, a All Elite Wrestling realizou um evento pay-per-view (PPV) intitulado All Out. O evento foi uma continuação do show All In, produzido independentemente em setembro de 2018, um evento que levou à fundação da AEW em janeiro de 2019. Enquanto o presidente e CEO da AEW Tony Khan tinha afirmado que não haveria um segundo evento All Out, não foi oficialmente anunciado até o Double or Nothing onde um segundo show All Out foi anunciada como ocorrendo em 5 de Setembro de 2020, estabelecendo assim o All Out como um evento anual da AEW. Em 5 de setembro, a AEW exibiu o All Out Red Carpet Special e o The Buy-In Preshow em seu canal no YouTube. Também em 5 de setembro, a TNT exibiu um especial de televisão de uma hora chamado Countdown to All Out, que teve uma média de 357.000 espectadores.  

### Impacto da pandemia de COVID-19
O All Out foi originalmente programado para acontecer no Sears Center, no subúrbio de Hoffman Estates, Illinois, em Chicago, em 5 de setembro de 2020. Devido à pandemia de COVID-19 em andamento, o estado de Illinois proibiu reuniões de até 50 pessoas em 17 de março, em meio a uma declaração de estado de emergência em 9 de março. Um relatório do Wrestling Observer Newsletter observou que o governador de Illinois, JB Pritzker, anunciou que eventos e convenções maiores não seriam permitidos até que houvesse uma vacina contra o COVID-19. Devido às circunstâncias, a AEW apresentou a maior parte de sua programação e transmissões pay-per-view no Daily's Place em Jacksonville, Flórida, sem fãs presentes desde o episódio de 18 de março do Dynamite ; Em vez disso, a AEW usou lutadores não-competidores e outros funcionários para servir como público ao vivo. Em 21 de agosto, a AEW começou a vender um número limitado de ingressos para eventos (10-15% da capacidade do local), permitindo que os espectadores voltassem a assistir aos shows, embora com grupos separados em seus próprias cadeiras na arquibancada superior e revestimentos faciais necessários. Em 29 de agosto, a AEW anunciou que ingressos para o All Out estariam disponíveis.

### Rivalidades
All Out apresentou lutas de wrestling profissional que envolviam lutadores diferentes de roteiros e histórias preexistentes. Os lutadores retrataram heróis, vilões ou personagens menos distintos em eventos programados que criaram tensão e culminaram em uma luta ou série de lutas. As histórias foram produzidas nos programas semanais da AEW Dynamite e Dark e na série do YouTube dos The Young Bucks, Being The Elite.
No episódio de 29 de julho do Dynamite, MJF número 1 do ranking, que nunca havia sido derrotado em uma luta individual, começou uma campanha no estilo de eleição presidencial para se tornar o próximo Campeão Mundial da AEW e realizou um discurso de "Estado da Indústria". Ele disse que agora era hora de uma nova guarda e que a velha guarda, referindo-se ao campeão Jon Moxley, estava falhando como líder para liderar pelo exemplo, e que seria ele quem lideraria a AEW pelos próximos 25 anos. MJF encerrou o discurso desafiando Moxley, que também nunca havia sido derrotado em uma luta individual, pelo AEW World Championship no All Out. Poucos dias depois, foi anunciado que MJF enfrentaria o vencedor de uma luta pelo título entre Moxley e o 5º classificado, Darby Allin, pelo título no All Out. No episódio de 5 de agosto do Dynamite, apesar de MJF atacá-lo com o cinturão do campeonato durante a luta, Moxley derrotou Allin para manter o título, mantendo Moxley como o campeão contra MJF no All Out. No episódio de 27 de agosto, uma assinatura de contrato para a luta ocorreu e uma estipulação foi adicionada em que Moxley não poderia usar o Paradigm Shift. Outra cláusula também foi adicionada ao contrato em que o advogado de MJF, Mark Sterling, teria que enfrentar Moxley em uma luta na semana seguinte ou então MJF não receberia sua disputa pelo título no All Out. Na semana seguinte, embora sem sucesso contra Moxley, Sterling enfrentou Moxley para MJF ter sua luta pelo título.
Na noite 2 do Fyter Fest em 8 de julho, Chris Jericho derrotou Orange Cassidy. Cassidy então queria uma revanche contra Jericho, que acabou aceitando após repetidos ataques de Cassidy, incluindo manchar sua jaqueta branca com suco de laranja. Após um debate entre os dois que foi apresentado por Eric Bischoff, os dois tiveram sua revanche no episódio de 12 de agosto do Dynamite que Cassidy ganhou. Na semana seguinte, Jericho disse que, como estavam empatados, precisavam de mais uma luta e desafiou Cassidy para uma luta Mimosa Mayhem no All Out, que poderia ser vencida por pinfall, finalização ou jogando o oponente em uma piscina de mimosa. Depois que Cassidy aceitou o desafio, ele foi atacado por Jericho e The Inner Circle.
No episódio de 22 de agosto do Dynamite, a Campeã Mundial Feminina da NWA Thunder Rosa apareceu pela primeira vez na AEW e desafiou Hikaru Shida para uma luta pelo AEW Women's World Championship no All Out, dizendo que ela queria trazer algum respeito à divisão feminina da AEW. Foi então confirmado no episódio de 27 de agosto que Shida defenderia o título contra Rosa no All Out.
No episódio de 22 de agosto do Dynamite, foi anunciado que quatro equipes participariam de um luta gauntlet de duplas no programa seguinte para determinar quem desafiaria os Campeões Mundiais de Duplas da AEW, "Hangman" Adam Page e Kenny Omega, para uma luta pelo título no All Out. No episódio de 27 de agosto, FTR (Cash Wheeler e Dax Harwood) venceu a luta Gauntlet eliminando por último os  Best Friends (Chuck Taylor e Trent) para ganhar a luta pelo título no All Out. Os The Natural Nightmares (Dustin Rhodes e QT Marshall) e os The Young Bucks (Matt Jackson e Nick Jackson) também participaram da luta Gauntlet. Durante a luta, Adam Page traiu os The Young Bucks ao impedir Nick Jackson de quebrar o pin em Matt Jackson. Os Young Bucks, por sua vez, expulsaram Page dos The Elite, do qual o parceiro de Page, Kenny Omega, ainda é membro.
No episódio de 27 de agosto do Dynamite, o Casino Battle Royale foi anunciado para acontecer no All Out, com o vencedor recebendo uma luta futura pelo AEW World Championship. Durante o mesmo episódio, Darby Allin, Lance Archer, Brian Cage, Ricky Starks, Penta El Zero M, Rey Fénix, The Butcher e The Blade e Eddie Kingston foram anunciados como os primeiros nove participantes. No episódio de 2 de setembro do Dynamite, Austin Gunn, Billy, Jake Hager, Santana e Ortiz, Shawn Spears e os Best Friends (Chuck Taylor e Trent) também foram anunciados para a batalha real. Os quatro participantes restantes foram revelados no evento.

## Evento
| Função                    | Nome                            |
| ------------------------- | ------------------------------- |
| Comentaristas em inglês   | Jim Ross (PPV)                  |
| Comentaristas em inglês   | Tony Schiavone (Pre-show e PPV) |
| Comentaristas em inglês   | Excalibur (Pre-show e PPV)      |
| Comentaristas em inglês   | Taz (Casino Battle Royale)      |
| Comentaristas em espanhol | Alex Abrahantes                 |
| Comentaristas em espanhol | Dasha Gonzalez                  |
| Comentaristas em espanhol | Willie Urbina                   |
| Comentaristas em alemão   | Günter Zapf                     |
| Comentaristas em alemão   | Mike Ritter                     |
| Comentaristas em francês  | Alain Mistrangélo               |
| Comentaristas em francês  | Norbert Feuillan                |
| Anunciador de ringue      | Justin Roberts                  |
| Árbitros                  | Aubrey Edwards                  |
| Árbitros                  | Bryce Remsburg                  |
| Árbitros                  | Mike Posey                      |
| Árbitros                  | Paul Turner                     |
| Árbitros                  | Rick Knox                       |
| Entrevistador             | Alex Marvez                     |

### The Buy In
Antes do evento começar oficialmente, duas lutas foram disputadas no pré-show Buy In. Na primeira dessas lutas, Joey Janela (acompanhado de Sonny Kiss) enfrentou Serpentico (acompanhado de Luther). Janela venceu após realizar um "Top Rope Elbow Drop" em Serpentico.
A segunda e última luta no pré-show viu Private Party (Marq Quen e Isiah Kassidy) enfrentarem The Dark Order (Alex Reynolds e John Silver) (acompanhados por 5 e 10). Private Party venceu a luta depois que Kassidy pinou Silver.

### Lutas preliminares
O pay-per-view com Britt Baker (acompanhada por Rebel) enfrentando Big Swole em uma luta Tooth and Nail. A luta pré-gravada, conduzida em um estilo cinematográfico, aconteceu na clínica odontológica real de Baker em Winter Park, Flórida.  Swole venceu a luta depois de colocar uma máscara de gás hilariante em Baker, fazendo-a desmaiar e permitindo que Swole fosse declarada a vencedora.
A próxima luta foi o Casino Battle Royale de 21 lutadores para determinar o próximo desafiante ao AEW World Championship. Lance Archer venceu a luta eliminando por último Eddie Kingston.
A luta seguinte foi uma luta Broken Rules entre Matt Hardy e Sammy Guevara. As regras eram: O vencedor será o último homem de pé, determinado quando um homem não puder responder a contagem de 10 do árbitro, contagem qualquer lugar, deve haver um vencedor (sem empates), e se Hardy perder esta luta, ele seria forçado a deixar AEW. No meio da luta, Hardy e Guevara caíram do topo de um elevador de tesoura através de uma mesa, com a cabeça de Hardy batendo no chão de concreto, deixando-o inconsciente. A luta foi inicialmente cancelada, mas foi retomada depois que foi determinado que ele poderia continuar. Hardy e Guevara escalaram então o topo de um andaime. Guevara foi jogado do cadafalso em uma plataforma abaixo e não se levantou antes da contagem de dez, o que significa que Hardy venceu a luta.
Na luta seguinte, Hikaru Shida defendeu o AEW Women's World Championship contra Thunder Rosa. No clímax, Shida executou um "Running Knee" para vencer a luta e manter o título.
Em seguida, The Dark Order (Brodie Lee, Colt Cabana, Evil Uno e Stu Grayson) (acompanhados por Alan Angels) enfrentaram Scorpio Sky, Matt Cardona e The Natural Nightmares (Dustin Rhodes e QT Marshall) (acompanhados por Allie e Brandi Rhodes) em uma luta de equipe de oito homens. Rhodes derrotou Cabana com um roll-up para vencer a luta para seu time.
Depois, Kenny Omega e Adam Page defenderam o AEW World Tag Team Championship contra FTR (Cash Wheeler e Dax Harwood). FTR realizou dois "Mindbreakers" em Page para vencerem a luta e o título. Após a luta, Omega abandonou um ferido e exausto Page enquanto caminhava para os bastidores e deixava a arena frustrado.
Na penúltima luta, Chris Jericho enfrentou Orange Cassidy em uma luta Mimosa Mayhem, onde a única maneira de vencer era por pinfall, submissão ou derrubando o oponente em uma piscina de mimosa. No final da luta, Orange Cassidy aplicou um "Pulp Punch" em Jericho, que estava na terceira corda, que o jogou na mimosa e deu a vitória a Cassidy.

### Evento principal
No evento principal, Jon Moxley defendeu o AEW World Championship contra MJF (acompanhado por Wardlow). Nesta luta, o finalizador de Moxley, o Paradigm Shift, foi proibido de ser usado. No clímax da luta, entretanto, Moxley executou um Paradigm Shift em MJF enquanto o árbitro estava distraído para vencer a luta e manter o título.

## Recepção
All Out recebeu críticas mistas a negativas de fãs e críticos. Justin Barrasso da Sports Illustrated avaliou o show, dizendo que "o show de hoje à noite All Out não atingiu esse alto padrão de excelência, encontrando uma litania de obstáculos que incluía nenhuma mudança de título individuais, uma multidão limitada lidando com umidade intensa e um ambiente quase desastroso local envolvendo Matt Hardy." Brent Brookhouse, do CBSSports.com, disse que "embora o All Out possa ter terminado com um estrondo na forma de uma disputa pelo título mundial competitivo e divertido, as memórias duradouras do show provavelmente serão as coisas que não saíram como planejado. E, pela primeira vez na história da empresa, um evento pay-per-view pode ser visto como uma grande decepção." Will Pruett da Pro Wrestling Dot Net declarou-o como o "primeiro pay-per-view ruim" da AEW.
Muitas críticas foram feitas ao tratamento inadequado da lesão de Matt Hardy durante a luta contra Sammy Guevara. Durante a coletiva pós-show All Out, Tony Khan falou sobre a decisão de inicialmente parar a luta, dizendo que "Matt caiu na luta e eu parei a luta, pausei a luta e enviei o médico para verificar nele. Eu estava preocupado que Matt pudesse se machucar, então toquei a campainha para interromper a luta." Quando questionado sobre a decisão do Dr. Michael Sampson de deixar Hardy continuar, Khan disse que "quando o médico o examinou, o médico o aprovou e o liberou do protocolo". Ele então acrescentou que "havia um bom tempo [para tomar a decisão de deixar a luta continuar]. O médico o liberou. Matt não o pressionou, e o Dr. Sampson não seria pressionado a esclarecer ninguém. Ele tirou pessoas de nossos shows sem hesitação, seja algo com um exame de sangue ou uma lesão. Ele é muito rígido com essas coisas, e é por isso que quando as pessoas tiveram lesões e ele não se sentia confortável com pessoas fazendo fisicalidade ou luta livre, nunca colocamos essas pessoas lá fora. Eu nunca teria ido contra a decisão do médico e, o mais importante, Matt não teria sido capaz de anular a decisão do médico, nem com o próprio médico ou comigo. Foi o que aconteceu. O médico o liberou, o que é o mais importante. Matt também queria continuar, mas o médico o liberou."

## Depois do evento
Matt Hardy se machucou durante sua luta Broken Rules contra Sammy Guevara depois que Guevara o arremessou de uma tesoura através de uma mesa, fazendo com que a cabeça de Hardy batesse no chão de concreto embaixo da mesa. O incidente pareceu nocautear Hardy e fez com que a luta fosse temporariamente suspensa. Embora a luta tenha sido reiniciada, Hardy foi levado a um hospital para uma avaliação mais detalhada após o término da luta.  Hardy foi aprovado em exames de ressonância magnética e tomografia computadorizada e não foi diagnosticado com uma concussão e teve alta do hospital no dia seguinte. Ele apareceu no episódio seguinte do Dynamite para abordar o incidente. Ele afirmou que se espera uma recuperação total de 100% e que vai tirar uma folga até que tenha permissão para voltar. Ele disse que sua vingança com Sammy Guevara havia acabado e que, quando ele voltasse, ele estaria decidido a ganhar seu primeiro título na AEW.
No episódio seguinte do Dynamite, foi anunciado que Lance Archer receberia sua luta pelo AEW World Championship contra Jon Moxley no episódio especial de aniversário do Dynamite emm 14 de outubro

## Resultados
| Nº                                          | Resultados | Estipulações                                                                                        | Tempo |
| ------------------------------------------- | --- | --------------------------------------------------------------------------------------------------- | ----- |
| Pré- show                                   | Joey Janela (com Sonny Kiss) derrotou Serpentico (com Luther) | Luta individual                                                                                     | 7:35  |
| Pré- show                                   | Private Party (Isiah Kassidy e Marq Quen) derrotaram The Dark Order (Alex Reynolds e John Silver) | Luta de duplas                                                                                      | 10:25 |
| 1                                           | Big Swole derrotou Dr. Britt Baker, D.M.D. (com Rebel) por nocaute | Luta Tooth and Nail                                                                                 | 10:00 |
| 2                                           | The Young Bucks (Matt Jackson e Nick Jackson) derrotaram Jurassic Express (Jungle Boy e Luchasaurus) (com Marko Stunt)                                                                                       | Luta de duplas                                                                                      | 14:50 |
| 3                                           | Lance Archer venceu eliminando por último Eddie Kingston | Casino Battle Royale de 21 homens O vencedor receberia uma luta futura pelo AEW World Championship. | 22:15 |
| 4                                           | Matt Hardy derrotou Sammy Guevara | Broken Rules Se Hardy perdesse ele teria que deixar a AEW.                                          | 9:00  |
| 5                                           | Hikaru Shida (c) derrotou Thunder Rosa | Luta individual pelo AEW Women's World Championship                                                 | 17:00 |
| 6                                           | Matt Cardona, Scorpio Sky, e The Natural Nightmares (Dustin Rhodes e QT Marshall) (com Allie e Brandi Rhodes) derrotaram The Dark Order (Mr. Brodie Lee, Colt Cabana, Evil Uno e Stu Grayson) (com Anna Jay) | Luta de quartetos                                                                                   | 15:10 |
| 7                                           | FTR (Cash Wheeler e Dax Harwood) (com Tully Blanchard) derrotaram Kenny Omega e Adam Page (c) | Luta de duplas pelo AEW World Tag Team Championship                                                 | 29:40 |
| 8                                           | Orange Cassidy derrotou Chris Jericho o jogando na piscina de mimosa | Luta Mimosa Mayhem                                                                                  | 15:15 |
| 9                                           | Jon Moxley (c) derrotou MJF (com Wardlow) | Luta individual pelo AEW World Championship                                                         | 23:40 |
| (c) – Refere-se aos campeões antes da luta. | | |       |

### Entradas e eliminações da Casino Battle Royale
| Naipe   | Participante        | Ordem | Eliminado por    | Eliminações |
| ------- | ------------------- | ----- | ---------------- | ----------- |
| Paus    | Trent?              | 9     | Lance Archer     | 1           |
| Paus    | Christopher Daniels | 2     | Jake Hager       | 0           |
| Paus    | Jake Hager          | 6     | Sonny Kiss       | 1           |
| Paus    | The Blade           | 1     | Will Hobbs       | 0           |
| Paus    | Rey Fenix           | 4     | Darby Allin      | 0           |
| Ouros   | Frankie Kazarian    | 12    | The Butcher      | 1           |
| Ouros   | Will Hobbs          | 16    | Lance Archer     | 1           |
| Ouros   | Chuck taylor        | 5     | Santana e Ortiz  | 0           |
| Ouros   | Santana             | 8     | Trent?           | 1           |
| Ouros   | Ortiz               | 10    | Lance Archer     | 1           |
| Copas   | Billy               | 3     | Brian Cage       | 0           |
| Copas   | Penta El Zero M     | 11    | Frankie Kazarian | 0           |
| Copas   | Ricky Starks        | 13    | Darby Allin      | 0           |
| Copas   | Brian Cage          | 17    | Lance Archer     | 3           |
| Copas   | Darby Allin         | 14    | Brian Cage       | 2           |
| Espadas | Shawn Spears        | 15    | Matt Sydal       | 0           |
| Espadas | Eddie Kingston      | 20    | Lance Archer     | 1           |
| Espadas | The Butcher         | 18    | Matt Sydal       | 1           |
| Espadas | Sonny Kiss          | 7     | Brian Cage       | 1           |
| Espadas | Lance Archer        | -     | Vencedor         | 5           |
| Coringa | Matt Sydal          | 19    | Eddie Kingston   | 2           |